# BBC Amicale
O Basket-Ball Amicale é um clube profissional de basquetebol situado na cidade de Steinsel, Cantão de Luxemburgo, Luxemburgo que disputa atualmente a Nationale 1. Fundado em 1946, manda seus jogos na Ginásio Esportivo Alain Marchetti.

## Temporada por temporada
| Temporada | Nivel | Liga       | Pos. | Resultado      | Copa de Luxemburgo | Competições Europeias | Competições Europeias | Competições Europeias |
| --------- | ----- | ---------- | ---- | -------------- | ------------------ | --------------------- | --------------------- | --------------------- |
| 2011-12   | 1     | National 1 | 3    | Terceiro Lugar | -                  |                       |                       |                       |
| 2012-13   | 1     | National 1 | 2    | Finalista      | -                  |                       |                       |                       |
| 2013–14   | 1     | National 1 | 2    | Finalista      | –                  | –                     | –                     | –                     |
| 2014–15   | 1     | National 1 | 2    | Finalista      | –                  | –                     | –                     | –                     |
| 2015–16   | 1     | National 1 | 1    | Campeão        | –                  | –                     | –                     | –                     |
| 2016-17   | 1     | National 1 | 1    | Campeão        |                    |                       |                       |                       |
| 2017-18   | 1     | National 1 | 1    | Campeão        |                    |                       |                       |                       |
| 2018-19   | 1     | National 1 | 4    | Semifinais     |                    |                       |                       |                       |
| 2019-20   | 1     | National 1 | 9    |                |                    |                       |                       |                       |
| 2020-21   | 1     | National 1 | 10   |                |                    |                       |                       |                       |
| 2021-22   | 1     | National 1 | 7    | Campeão        |                    |                       |                       |                       |

## Títulos

### Nationale 1
- Campeão (10x): 1970-71, 1972-73, 1977-78, 1979-80, 1980-81, 2015-16 e 2016-17, 2017-18, 2021-22, 2023-24

### Copa de Luxemburgo
- Campeão (7x): 1970-71, 1977-78, 1978-79, 1979-80, 2014-15, 2016-17, 2017-18